# Vũ Yên
Thiếu tướng Vũ Yên (1919-1979) là một tướng lĩnh của Quân đội nhân dân Việt Nam, nguyên là Hiệu trưởng Trường Sĩ quan Lục quân.
Ông tên thật là Nguyễn Văn Tịch; quê phường Phúc Xá, quận Ba Đình, thành phố Hà Nội.
Ông tham gia cách mạng năm 1944, nhập ngũ năm 1945, được phong quân hàm Thiếu tướng năm 1974, gia nhập Đảng Cộng sản Đông Dương năm 1946.

## Tóm tắt quá trình hoạt động
- Tháng 8 năm 1945, ông là tự vệ chiến đấu thành Hà Nội.
- Tháng 9 năm 1945, ông làm Trung đội trưởng.
- Tháng 1 năm 1946, ông chỉ huy quân sự ở Phân khu Đông Thành (Hà Nội).
- Từ năm 1949 đến năm 1954, ông làm Trung đoàn phó, Trung đoàn trưởng rồi Đại đoàn phó Đại đoàn 308.
- Từ tháng 3 năm 1964 đến năm 1967, ông làm Hiệu trưởng Trường Sĩ quan Lục quân 2, Phó Giám đốc Học viện Quân chính, Sư đoàn trưởng Sư đoàn 308.
- Tháng 1 năm 1969, ông làm Phó Tư lệnh rồi Tư lệnh Quân khu Hữu ngạn.
- Tháng 12 năm 1977 đến năm 1979, ông làm Hiệu trưởng Trường Sĩ quan Lục quân 1

Ông được Nhà nước Việt Nam tặng thưởng: Huân chương Độc lập hạng nhất, Huân chương Quân công hạng nhất và nhiều huân, huy chương khác